# Caecilia gracilis
Caecilia gracilis là một loài lưỡng cư thuộc họ Caeciliidae.
Loài này có ở Brasil, Guyane thuộc Pháp, Peru, Suriname, có thể cả Colombia, và có thể cả Guyana.
Môi trường sống tự nhiên của chúng là rừng ẩm vùng đất thấp nhiệt đới hoặc cận nhiệt đới, xavan ẩm, các đồn điền, vườn nông thôn, và rừng thoái hóa nghiêm trọng.